# Albastar Apis

Apis je enosedo jadralno letalo slovenskega proizvajalca Albastar. Letalo je srednjekrilec in je izdelano iz epoksi smole, ojačane z aramidnimi, steklenimi in ogljikovmi vlakni in z avtomatskimi priklopi krmilnih površin. Krila so opremljena s flaperoni, ki delujejo hkrati kot krilca in zakrilca.
Izdelani sta bili dve različici letala, in sicer Apis WR s 13 m razponom kril kot ultralahko jadralno letalo in Apis M s 15 m razponom kril kot jadralno letalo z motorjem. 
Z letalom Apis WR je bilo v letih 2000-2003 doseženih kar 7 svetovnih rekordov v ultralahkem (DU) razredu.
Proizvodnjo letala je kasneje prevzelo podjetje AMS Flight, v letu 2007 pa podjetje Pipistrel, kjer je bilo na letalu narejenih več izboljšav. Med drugim je bilo uvedeno uvlačljivo podvozje, povečano pilotsko kabino, možnost vgradnje reševalnega padala, lažji in zmogljivejši motor s povečanim tankom za gorivo, itd.

## Tehnični podatki
| Različica                              | Apis WR                | Apis M                 |
| -------------------------------------- | ---------------------- | ---------------------- |
| Profil krila                           | IMD 029 17,01%         | IMD 029 17,01%         |
| Razpon kril                            | 13 m                   | 15 m                   |
| Površina kril                          | 10,36 m2               | 12,24 m2               |
| Vitkost krila                          | 16,3                   | 18,35                  |
| Dolžina trupa                          | 6,26 m                 | 6,26 m                 |
| Masa praznega letala                   | 120 kg                 | 205 kg                 |
| Največja vzletna masa                  | 230 kg                 | 322,5 kg               |
| Največja dopustna hitrost VNE          | 200 km/h               | 225 km/h               |
| Minimalna hitrost (pri MTOM)           | 52 km/h                | 60 km/h                |
| Drsno razmerje                         | 38 (pri 86 km/h)       | 40 (pri 94 km/h)       |
| Minimalno padanje                      | 0,55 m/s (pri 60 km/h) | 0,59 m/s (pri 84 km/h) |
| Največja hitrost vzpenjanja (pri MTOM) | /                      | 3,3 m/s                |
| Dolžina vzletne steze                  | /                      | 137 m                  |
| Dopustna obremenitev                   | 6,4/-3,9 G             | 6,4/-3,9 G             |